# Kévynn Nyokas
Alix Kévynn Nyokas (28 de junio de 1986, Montfermeil, Francia) es un jugador profesional de balonmano que juega de lateral derecho en el Al-Ahli.
Fue un componente de la selección de balonmano de Francia. Es hermano gemelo del también jugador de balonmano Olivier Nyokas.
En 2022 disputó, junto a su hermano, el Campeonato Africano de Balonmano Masculino de 2022 con la selección de balonmano de la República Democrática del Congo.

## Biografía
Kevynn empezó a jugar al balonmano cuando estaba en el colegio junto con su Hermano Olivier, en el año 2001 en l'ES Brunoy.
Años más tarde él y su hermano fueron fichados por el ES Montgeron y a los 2 años se marchan al UMS Pontault-Combault HB de la 2.ª división francesa, empezando en el equipo reserva donde Kevynn acabará accediendo al primer equipo y consiguiendo un puesto de titular, el equipo asciende a la 1.ª división para la temporada 2004-2005.
En 2006, Thierry Anti, Entrenador del Paris HB lo fichó para su equipo donde ingresa en el centro de formación del club, donde coincidió con otros jugadores como Nicolas Claire, Samuel Clementia y su hermano Olivier Nyokas, disputaría un torneo frente otros centros de formación, que le daría más tarde la oportunidad de jugar con el primer equipo, donde consiguió disputar la final de Copa de Francia en 2007 en la cual salieron campeones.
La progresión de Nyokas no pasan desapercibidas para Claude Onesta, que le daría la oportunidad de debutar con la selección francesa convocándolo para un partido amistoso contra la Argentina el 8 de junio de 2011.
En 2012, acuerda su fichaje para enrolarse en las filas del Montpellier HB, pero no pasó las pruebas médicas. Poco después de su fichaje fallido con el equipo de Montpellier, acuerda su traspaso por el Chambéry Savoie HB reemplazando a Xavier Barachet, participando esa misma temporada por primera vez en Liga de Campeones. Los problemas con las lesiones solo le permitieron actuar en tres partidos de esta competición en los que anotaría un total de 17 goles, siendo su mejor actuación en el partido contra el Bjerringbro-Silkeborg en el que marcaría 8 goles. El Chambéry Savoie HB sin embargo cae eliminado en la primera fase de la Liga de Campeones, cerrándose así también la primera actuación de Nyokas en la máxima competición continental.
En 2014, debuta en competición oficial con la selección, al ser convocado para jugar el Campeonato de Europa de Dinamarca 2014, debutando contra la selección de balonmano de Rusia en el que tendría su mejor actuación en la competición, anotando 9 goles y siendo elegido como el mejor jugador del partido. En los posteriores partidos perdió protagonismo en favor de Valentin Porte terminando el torneo con 13 goles, entre ellos 2 en la final contra la Dinamarca, en la que Francia se proclamaría campeona de Europa, siendo éste el primer título internacional de Nyokas.
En abril de 2014 se oficializa su fichaje para la siguiente temporada por el Frisch Auf Göppingen, en la que sería su primera experiencia fuera de Francia.

## Equipos
- ES Montgeron (2002-2004)
- UMS Pontault-Combault HB (2004-2006)
- Paris HB (2006-2012)
- Chambéry Savoie HB (2012-2014)
- Frisch Auf Göppingen (2014-2016)
- VfL Gummersbach (2016-2017)
- SL Benfica (2018-2021)
- RK Metalurg (2021)
- RK Vardar (2021-2022)
- Al-Najma SC (2022)
- Al-Ahli (2022- )

## Palmarés

### Club
- Copa de Francia: 2007
- Supercopa de Francia: 2013

### RK Vardar
- Liga de Macedonia del Norte de balonmano (1): 2022
- Copa de Macedonia del Norte de balonmano (1): 2022

### Selección nacional
- Medalla de Oro en el Campeonato de Europa de 2014.